# (9845) Okamuraosamu
(9845) Okamuraosamu (1990 FM1) – planetoida z pasa głównego asteroid okrążająca Słońce w ciągu 4,68 lat w średniej odległości 2,79 j.a. Odkryta 27 marca 1990 roku.